# Pachygnathia vicina
Pachygnathia vicina är en kräftdjursart som först beskrevs av Hansen 1913.  Pachygnathia vicina ingår i släktet Pachygnathia och familjen Anarthruridae. Inga underarter finns listade i Catalogue of Life.